# Dedal
Dedal (grč. Δαίδαλος, Daedalus) je grčki mitski arhitekt i obrtnik, Ikarov i možda Japiksov otac te Perdiksov ujak. Poznat po gradnji mitskog kretskog Labirinta, drvene krave za kraljicu Pasifaju te krila s kojima je skupa sa svojim sinom Ikarom pobjegao s Krete.
Čini se da mu ime ima potvrde već na starom obliku grčkog jezika posvjedočenom na Linearu B. U antičkom grčkom pridjev δαίδαλος označava lukavu osobu.  

## Mitologija

### Labirint
Homer ga spominje kao tvorac Arijadnina plesnog podija. Budući da je bio najvještiji rukotvorac, govorilo se da je izmislio slike. Također je sagradio i Labirint.
Ovidije u svojim Metamorfozama govori da je Dedal tako lukavo napravio Labirint, da ni sam nije mogao izaći iz njega. Uslijed toliko brojnih prolaza i skretanja, činilo se kao da nema ni početka ni kraja. Dedal je Labirint sagradio za kralja Minosa, koji ga je trebao da bi u nj zatvorio ženina sina Minotaura.
Prije nego što je postao kralj, Minos je od boga Posejdona zatražio znak da će on, a ne njegov brat, doći na prijestolje. Posejdon se složio te je poslao bijelog bika, ali pod uvjetom da ga Minos njemu žrtvuje. Prekrasan je bik izašao iz mora, a Minosu je bio tako lijep da je radije žrtvovao drugoga bika, misleći da Posejdon neće primijetiti. Posejdon se razbjesnio te je učinio da se Minosova žena, Pasifaja, ludo zaljubi u bika.
Pasifaja je otišla Dedalu da joj pomogne, a on je smislio kako će utažiti njezinu strast. Napravio je drvenu kravu, a Pasifaja je ušla u nju i skrila se, a bik ju je oplodio. Tako je Pasifaja začela i rodila polubika i polučovjeka, Minotaura. Pasifaja ga je odgajala u dok je bio dijete, ali kako je rastao, tako je postao bjesniji. Delfijska je proročica rekla Dedalu da sagradi labirint u kojem bi držao Minotaura. To je i učinio, a Labirint je bio ispod Minosove palače u Knossu. Minotaura je naposljetku ubio Tezej.

### Let
Dedal je, da bi se spriječilo širenje znanja o Labirintu javnosti, zatvoren u toranj. Nije mogao napustiti Kretu morem jer je kralj Minos budno pazio na sva plovila. Dedal je odlučio napraviti krila sebi i svome mladom sinu Ikaru. Zavezao je pera zajedno, od najmanjeg do najvećeg, stvorivši veliku plohu. Veća je osigurao nitima, a manja voskom te su tako gotovo bila jednaka ptičjim krilima.
Kad je posao napokon dovršen, Dedal je mahao krilima na mjestu i iskušavao ih, a potom opremio svoga sina i naučio ga kako letjeti. Kad su se obojica pripremila za let, Dedal je upozorio Ikara da ne leti previsoko jer će sunce otopiti vosak te da ne leti prenisko jer će morska pjena smočiti krila i više neće moći nastaviti s letom. I tako su poletjeli.
Prošli su otoke Sam, Del i Lebint, kad je Ikar počeo letjeti sve više i više da bi dostigao nebesa. Sunce je zagrijalo vosak te su se pera razdvojila, a Ikar je pao u more. Dedal je plakao, krivio svoju vještinu, a mjesto gdje mu se sin utopio nazvao Ikarijom. Na posljetku je Dedal sigurno stigao u Siciliju, gdje se o njemu brinuo kralj Kokal. Ondje je sagradio hram Apolonu i objesio svoja krila kao žrtvu bogu.

### Zagonetka
Tražeći Dedala, kralj Minos odlazio je od grada do grada postavljajući zagonetku. Pokazao bi spiralnu morsku školjku i tražio da se provuče konopac kroz cijelu školjku. Kad je stigao kralju Kokalu u Siciliji, kralj je znao da će Dedal znati riješiti zagonetku. Dedal je privezao konopac za mrava koji je hodao kroz spirale te školjke i tako riješio zagonetku. Tako je Minos znao da je to Dedal te je zatražio izručenje. Kokal ga je uvjerio da se prvo okupa, a kraljeve su ga kćeri zalile vrućom vodom i ubile.

## Vanjske poveznice
- Dedal u grčkoj mitologiji (engl.)